# Pável Plótnikov
Pável Artémievich Plótnikov (en ruso: Па́вел Арте́мьевич Пло́тников; Gonba, RSFS de Rusia, 4 de marzo de 1920 – Moscú, Rusia, 14 de diciembre de 2000) fue un prolífico piloto de bombarderos soviético y dos veces Héroe de la Unión Soviética. Después de la Segunda Guerra Mundial continuó su carrera en la Fuerza Aérea, ascendió al rango de mayor general y se retiró en 1975.

## Biografía

### Infancia y juventud
Plótnikov nació el 4 de marzo de 1920, en el seno de una familia de campesinos rusos en la aldea de Gonba, en la gobernación de Altái —en esa época parte de la RSFS de Rusia, actualmente ubicada en el krai de Altái, en Rusia—. En 1930 se trasladó a la ciudad de Barnaúl, donde se graduó de séptimo grado en la escuela local en 1935 antes de asistir a la escuela de oficios y al club de vuelo local. Después de concluir sus estudios en 1937, trabajó como electricista en la planta de reparación de automóviles de Barnaúl, hasta que ingresó en el Ejército Rojo en agosto de 1938.
En agosto de 1940, después de graduarse en la Escuela de Pilotos de Aviación Militar de Novosibirsk, fue asignado al 165.º Regimiento de Aviación de Reserva, donde permaneció solo unos pocos meses y después fue reasignado al 230.º Regimiento de Aviación de Bombarderos de Alta Velocidad.

### Segunda Guerra Mundial
Poco después de entrar en combate como parte de la defensa de la Unión Soviética en septiembre de 1941, fue transferido al 277.º Regimiento de Aviación de Bombardeos. En enero de 1942 fue transferido nuevamente, en este caso al 459.º Regimiento de Aviación de Bombardeos Nocturnos, donde permaneció durante todo ese año. Mientras estuvo en el regimiento de bombarderos nocturnos, sufrir múltiples accidentes, pero a pesar de ello siguió volando con éxito.
El 10 de abril de 1942 hundió un transporte y, más tarde ese mismo mes, atacó una planta metalúrgica fuertemente defendida en Mariúpol en condiciones meteorológicas muy difíciles. Durante esa misión, se vio obligado a girar el avión bruscamente para evitar el fuego de las defensas enemigas, lo que provocó que su navegante saltara en paracaídas del avión después de creer erróneamente que el avión entraba en pérdida. A pesar de no contar con navegante, logró regresar a su aeródromo. Apenas dos meses después eliminó en tierra ocho bombarderos enemigos.
En abril de 1943 se convirtió en comandante de vuelo del 82.º Regimiento de Aviación de Bombardeos de la Guardia, que utilizaba bombarderos en picado Pe-2; más tarde fue ascendido a comandante adjunto de escuadrón. Durante la batalla del Dniéper, el 21 de septiembre de 1941, logró un impacto directo en un puente enemigo, lo que impidió el movimiento de tropas enemigas en la zona durante mucho tiempo. Más tarde, el 20 de octubre de 1943, voló en el escuadrón comandado por el general Iván Polbin; el vuelo constaba de diecisiete bombarderos con catorce cazas de escolta. La misión tenía como objetivo la estación de trenes de Aleksandriya en Kirovohrad y, debido al mal tiempo, se vieron obligados a volar por debajo de las nubes. Después de alcanzar sus objetivos, Polbin notó que se acercaban bombarderos en picado enemigos y decidió atacarlos y también su aeródromo. Los 31 aviones soviéticos se enfrentaron a 46 aviones alemanes, destruyendo trece de ellos, de los cuales seis fueron derribados por los bombardeos soviéticos Pe-2. Por su papel en la misión, que incluyó el derribo de un Junkers Ju 87, Plotnikov fue condecorado con la Orden de la Guerra Patria de 1.er grado. En la primavera de 1944, eliminó importantes dos cruces enemigos durante una salida, habiendo realizado repetidos pases hacia el objetivo además de bombardear áreas ferroviarias de importancia militar.
El 14 de abril de 1944 realizó un vuelo que alcanzó el alcance máximo del Pe-2 para alcanzar territorio enemigo lejano; la misión duró casi tres horas. En mayo fue nominado para el título de Héroe de la Unión Soviética por haber realizado 225 misiones de combate, título que recibió en agosto. Al mes siguiente fue transferido al 81.º Regimiento de Aviación de Bombardeos de la Guardia como comandante de escuadrón. Allí, además de las misiones estándar, voló en misiones de reconocimiento y en misiones de «caza libre», a menudo volando con el capitán Serguéi Yashin. Después de sobrevivir a un ataque en Breslau el 11 de febrero de 1945 que resultó en la muerte del general Iván Polbin, continuó aumentando su número de salidas y el 6 de marzo de 1945 lideró un grupo de nueve bombarderos en un ataque contra el aeródromo de Laasdorf, eliminando un depósito de combustible y dieciséis aviones enemigos. Más tarde ese mismo mes fue nominado para recibir una segunda Estrella de Oro de Héroe de la Unión Soviética por realizar un total de 305 salidas, para el final de la guerra había alcanzado las 344 misiones de combate: 104 a los mandos de un Túpolev SB, 203 en el Pe-2 y 31 en el Ar-2 y el A-20 Boston, durante las cuales derribó tres aviones enemigos.

### Posguerra
Poco después del final de la misma, en junio de 1945, abandonó el regimiento en el que había servido durante la guerra. Tras graduarse en la Escuela Superior de Vuelo y Táctica de Lipetsk, regresó al 81.º Regimiento. Más tarde, en 1951, se graduó en la Academia Militar de la Fuerza Aérea de Monino (actualmente Academia de la Fuerza Aérea Gagarin). Desde entonces hasta 1955 fue inspector de vuelo en una dirección de entrenamiento, después de lo cual sirvió como comandante adjunto de la 47.ª División de Bombardeo durante un año. En 1956 fue nombrado comandante adjunto de entrenamiento de vuelo de la 52.ª División de Aviación de Bombardeo y en 1957 fue ascendido a comandante de entrenamiento de vuelo.
En 1960 se graduó en la Academia Militar del Estado Mayor de las fuerzas Armadas de la URSS y desde entonces hasta 1962 ocupó un puesto de control de vuelo. Luego volvió a trabajar en el entrenamiento de vuelo, dirigiendo un departamento de entrenamiento de combate antes de convertirse en comandante adjunto de una fuerza de tareas en el Ártico. En 1963 fue nombrado subjefe del Estado Mayor del 26.º Ejército del Aire, con base en Bielorrusia, y al año siguiente pasó a ser subcomandante de instrucción de vuelo de la 10.ª Brigada Independiente de Aviación Especial. En 1966 fue ascendido al rango de mayor general y pilotó una amplia variedad de aviones en los países del Pacto de Varsovia, así como en Vietnam y Tanzania.
Antes de jubilarse en 1975, se desempeñó como subjefe del Estado Mayor de los 36.º y 37.º ejércitos aéreos. Durante su vida civil trabajó como ingeniero en el Instituto de Investigación Científica Experimental de Equipos Eléctricos y Dispositivos Automotrices y, más tarde, en el Ministerio de la Industria del Gas de la URSS. Murió en Moscú el 14 de diciembre de 2000 a la edad de 80 años y fue enterrado en el cementerio de Ivanovskoe.

## Condecoraciones
A lo largo de su carrera militar Pável Plótnikov fue galardonado con las siguientes condecoraciones
|  | Héroe de la Unión Soviética, dos veces (19 de agosto de 1944 y 27 de junio de 1945)                           |
|  | Piloto Militar Honorífico de la URSS (16 de agosto de 1966)                                                   |
|  | Orden de Lenin (19 de agosto de 1944)                                                                         |
|  | Orden de la Bandera Roja, tres veces (14 de octubre de 1942, 6 de septiembre de 1943 y 22 de febrero de 1955) |
|  | Orden de Alejandro Nevski (1 de abril de 1945)                                                                |
|  | Orden de la Guerra Patria de 1.er grado, dos veces (13 de noviembre de 1943 y 11 de marzo de 1985)            |
|  | Orden de la Estrella Roja (30 de diciembre de 1956)                                                           |
|  | Medalla por el Servicio de Combate (20 de junio de 1949)                                                      |
|  | Medalla Conmemorativa por el Centenario del Natalicio de Lenin «Al valor militar»                             |
|  | Medalla por la Defensa del Cáucaso                                                                            |
|  | Medalla por la Victoria sobre Alemania en la Gran Guerra Patria 1941-1945                                     |
|  | Medalla Conmemorativa del 20.º Aniversario de la Victoria en la Gran Guerra Patria de 1941-1945               |
|  | Medalla Conmemorativa del 30.º Aniversario de la Victoria en la Gran Guerra Patria de 1941-1945               |
|  | Medalla Conmemorativa del 40.º Aniversario de la Victoria en la Gran Guerra Patria de 1941-1945               |
|  | Medalla Conmemorativa del 50.º Aniversario de la Victoria en la Gran Guerra Patria de 1941-1945               |
|  | Medalla Conmemorativa del 850.º Aniversario de Moscú                                                          |
|  | Medalla por la Conquista de Berlín                                                                            |
|  | Medalla por la Liberación de Praga                                                                            |
|  | Medalla de Veterano de las Fuerzas Armadas de la URSS                                                         |
|  | Medalla del 30.º Aniversario de las Fuerzas Armadas de la URSS                                                |
|  | Medalla del 40.º Aniversario de las Fuerzas Armadas de la URSS                                                |
|  | Medalla del 50.º Aniversario de las Fuerzas Armadas de la URSS                                                |
|  | Medalla del 60.º Aniversario de las Fuerzas Armadas de la URSS                                                |
|  | Medalla del 70.º Aniversario de las Fuerzas Armadas de la URSS                                                |
|  | Medalla por Servicio Impecable de 1.er grado                                                                  |
|  | Medalla de Zhúkov                                                                                             |